# Explorator

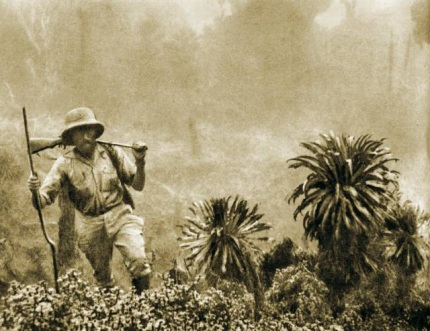
Exploratorul Kazimierz Nowak în junglă

Un explorator este o persoană care cercetează o țară sau o regiune necunoscută sau puțin cunoscută, cu scopul de a face descoperiri sau studii științifice.